# Бойские болота
Бойские болота — государственный природный заказник в Куйтунском и Братском районах Иркутской области.

## История создания
Заказник был открыт в октябре 1973 года по решению областного исполнительного комитета Иркутской области, однако статус постоянно действующего получил только в мае 2003 года, а его границы и профиль были определены в 2012 году.

## Описание
Площадь заказника составляет 15 713,7 га. Расположен в верховьях реки Бой, протекающей в заказнике на протяжении 18 км. На территории заказника располагается одноимённый болотный комплекс. В центральной части заказника находится открытое низинно-осоковое болото, где расположен исток реки Бой. На севере заказника из растительности преобладает темнохвойная тайга с подростом темнохвойных и лиственных пород, на западе — светлохвойная тайга практически без подроста, представленная сосновыми борами. Верховые болота занимают 10-15 % площади заказника.
Заказник приурочен к Ангарскому кряжу, который сложен породами, относящимися к нижнему палеозою (в основном, это алевролиты, аргиллиты и песчаники) и представляющему собой пологие складки. В составе кряжа присутствуют внедрившиеся в осадочные покровы трапповые интрузии. Благодаря им характер водоразделов является плосковершинным.
Основные почвообразующие породы — элювиальные, делювиальные, элювиально-делювиальные и аллювиальные отложения. Среди них наиболее часто встречаются красноцветные вязкие глины и преимущественно карбонатные суглинки с обломками кварцевых песчаников. Также присутствуют пески и супеси.
Климат территории резко континентальный с тёплым, но коротким летом (средняя температура июля +17,1—+18,2 °C), холодной и долгой зимой (средняя температура января −22,6°C--26,0 °C). Среднегодовая температура колеблется в пределах от −2,4 °C до −4,2 °C. Безморозный период в разные годы составляет 69-102 дня и длится с начала июня по начало сентября. Среднегодовое количество осадков — 400—500 мм, на водоразделах — 600 мм. Мощность снежного покрова в зимний период колеблется в пределах 35-55 см. На территории заказника присутствуют острова и линзы вечной мерзлоты, их мощность достигает до 15 метров.
Целью создания заказника было сохранение и восстановление численности растений и животных, обитающих на территории на Бойских болот и в пойме реки Бой. Позже к целям существования заказника было добавлено поддержание на территории природного комплекса целостности природных биоценозов, его биологическое разнообразие и воспроизводство численности редких видов.

## Флора и фауна
На территории заказника обитают лось, изюбрь, косуля, медведь, соболь, колонок, рысь, росомаха, глухарь, водоплавающие птицы. Всего насчитывается 111 видов птиц, 37 — млекопитающих, по 3 — рыб и земноводных, 2 — пресмыкающихся. В Красную книгу занесены филин, черный аист, серый журавль, скопа, таежный гуменник, орел-карлик, дербник.
Основные виды флоры — сосна, берёза, лиственница, кедр, осина, пихта, ель. Подлесок представлен багульником и душекией. Всего насчитывается 464 вида высших растений, 22 виду мхов, 18 видов лишайников и 84 вида грибов.

## Посещение
Гражданам разрешено находиться на территории заказника, однако здесь запрещены:
- подсочка лесных насаждений и заготовка живицы;
- промышленный сбор и заготовка недревесных, пищевых лесных ресурсов и лекарственных растений;
- сбор и заготовка гражданами недревесных, пищевых лесных ресурсов и лекарственных растений для собственных нужд;
- осуществление любых видов сельскохозяйственных работ, в том числе содержание, выпас и прогон скота;
- осуществление действий, ведущих к беспокойству объектов животного мира;
- осуществление любых видов охоты, за исключением охоты в целях регулирования численности охотничьих ресурсов, акклиматизации (реакклиматизации), переселения и гибридизации охотничьих ресурсов, содержания и разведения охотничьих ресурсов в полувольных условиях или искусственно созданной среде обитания и научно-исследовательской или образовательной деятельности;
- нахождение на территории Заказника с орудиями охоты (добычи) и (или) продукцией охоты (добычи), собаками, ловчими птицами, за исключением случаев осуществления отлова или отстрела объектов животного мира в целях регулирования их численности, акклиматизации (реакклиматизации), переселения и гибридизации, содержания и разведения в полувольных условиях или искусственно созданной среде обитания и научно-исследовательской или образовательной деятельности;
- деятельность, влекущая за собой нарушения почвенного покрова, его загрязнение, в том числе мойка механических транспортных средств;
- осуществление любых видов рыболовства, за исключением рыболовства в научно-исследовательских, контрольных, учебных и культурно-просветительских целях, а также нахождение с орудиями и (или) продукцией добычи (вылова) водных биологических ресурсов, за исключением случаев осуществления рыболовства в научно-исследовательских, контрольных, учебных и культурно-просветительских целях;
- движение и стоянка механических транспортных средств вне дорог, за исключением механических транспортных средств, используемых при проведении мероприятий по соблюдению режима особой охраны и обеспечению функционирования Заказника, тушении и профилактике лесных пожаров на территории Заказника, предупреждении и ликвидации иных чрезвычайных ситуаций природного и техногенного характера[2].